# Rue de la Santé
La rue de la Santé est une voie marquant la jonction des 13e et 14e arrondissements de Paris. Par métonymie, la locution « rue de la Santé » désigne parfois la prison qu'elle abrite.

## Situation et accès
Orientée globalement nord-sud, la rue de la Santé commence au boulevard de Port-Royal et finit place Coluche. Elle est située dans le périmètre des Carrières des Capucins, qui sont indépendantes du « Grand réseau sud » des anciennes carrières souterraines de Paris. 

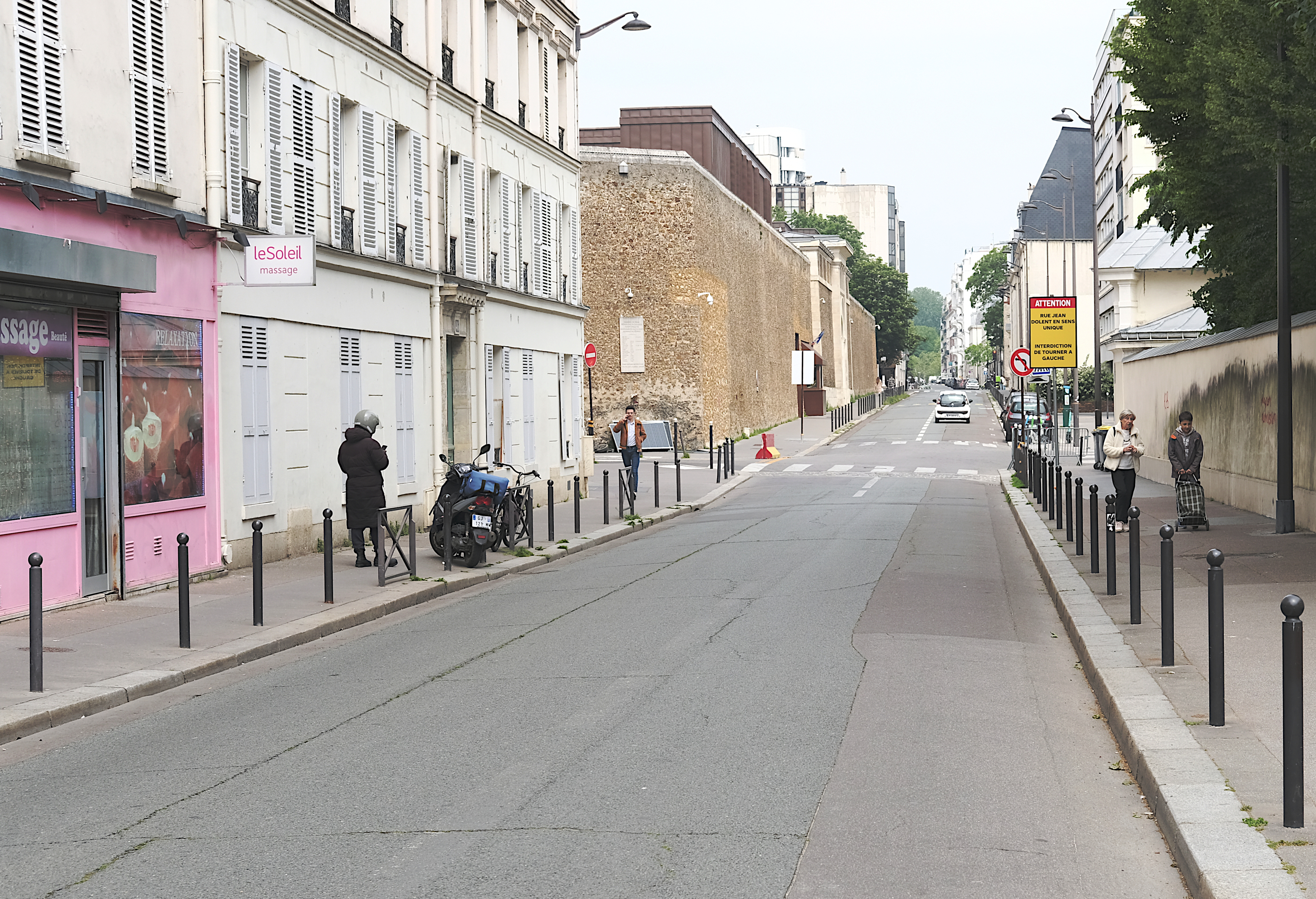
La rue de la Santé vue depuis le boulevard Auguste-Blanqui. À gauche, les murs de la prison de la Santé.
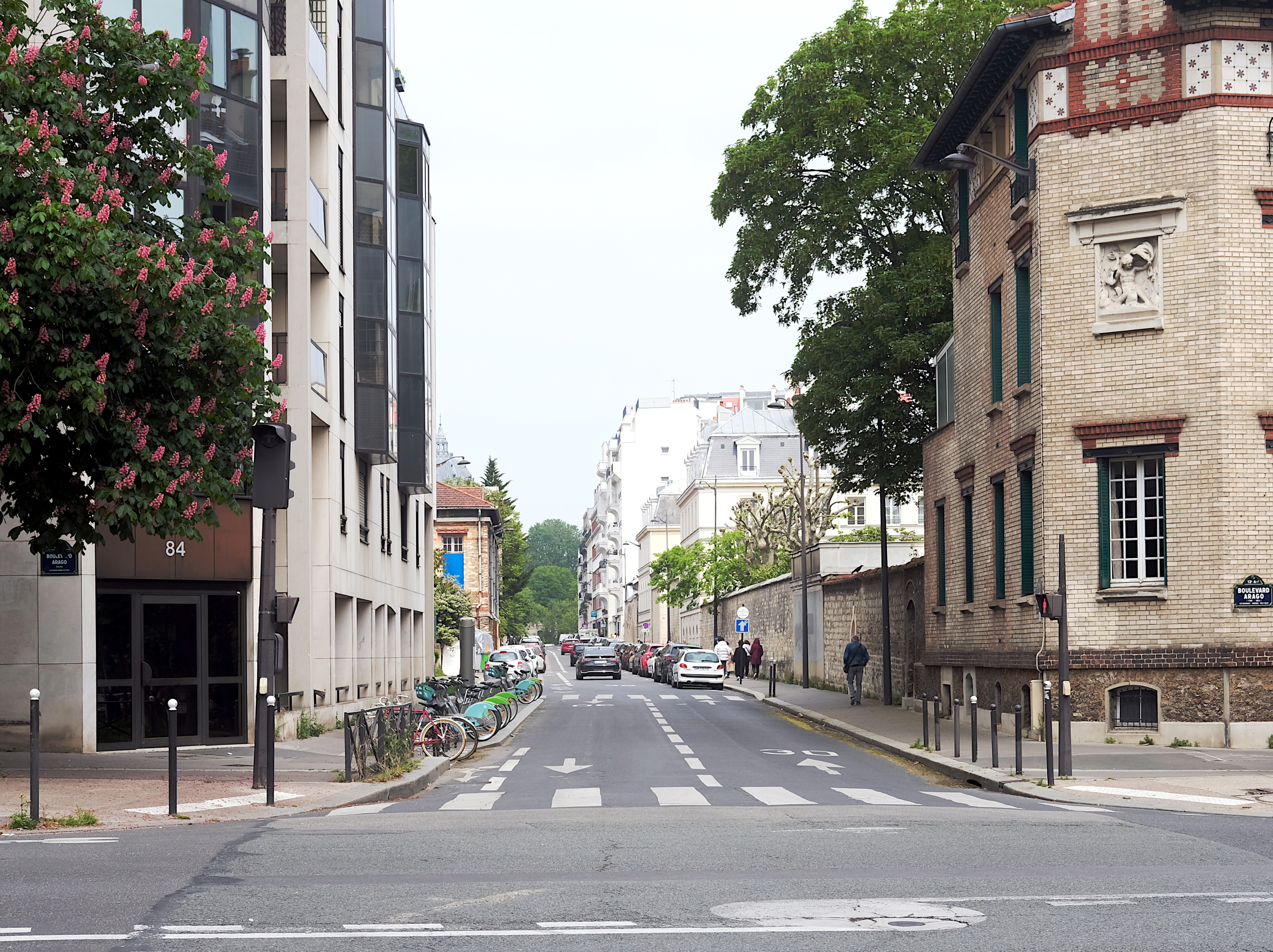
La rue de la Santé entre le boulevard Arago et celui de Port-Royal.

Elle est accessible par la station Glacière de la ligne 6 du métro de Paris.

## Origine du nom
La rue de la Santé doit son nom à la maison de santé ou hôpital Sainte-Anne, fondé par Anne d'Autriche en 1651.

## Historique
Cette voie est présente sur le plan de Jouvin de Rochefort de 1672 sous le nom de « chemin d'Arcueil ».
La partie située entre le boulevard Saint-Jacques et la rue de la Glacière était autrefois l'ancien « chemin de Gentilly », une voie du Petit-Gentilly appartenant au territoire de la commune de Gentilly. Le 23 mai 1863, elle est rattachée à la voirie de Paris.
Dans les années 1870, deux affaissements des galeries souterraines d'un ancien lieu d'extraction de « pierre à bâtir », situé à l'aplomb d'une partie de la voie et des parcelles qui la bordent, affectent la rue de la Santé, sans faire de victimes. Plusieurs maisons sont entièrement détériorées (voir nos 60, 62 et 64 et nos 77, 79 et 81).
Dans la première moitié du XXe siècle, le trottoir situé devant la prison de la Santé, à l'angle de la rue de la Santé et du boulevard Arago devient le lieu d'exécution publique parisien de la peine capitale. En trente ans, de 1909 à 1939, l'une des deux guillotines, habituellement remisée dans un local de la prison voisine depuis 1911, y est montée une quarantaine de fois. La première exécution, en ce lieu, d'un condamné à être guillotiné est celle du parricide Georges Duchemin (6 août 1909), la dernière celle de l'assassin Max Bloch (2 juin 1939). Celle-ci fut l'avant-dernière exécution publique en France[réf. nécessaire]. La guillotine continua néanmoins à fonctionner derrière la muraille de la prison.
En 1933, le médecin et écrivain Louis-Ferdinand Céline (1894-1961) évoqua dans une lettre en partie inédite l'exécution publique de l'assassin Roger Ducreux (19 octobre 1933), boulevard Arago, à laquelle il aura « bien plaisir d'aller au matin blême cueillir la tête ». Son ami le peintre Henri Mahé (1907-1975) en commenta un extrait et relata, de mémoire, la réaction de Céline dans La Brinquebale avec Céline, paru en 1969. Selon un journaliste présent lors de l'exécution de Ducreux, Céline aurait dit « C'est encore ce qu'on a trouvé de plus propre pour donner la mort. La guillotine, voyez-vous, c'est le prix Goncourt du crime... ».
Le 25 août 1944, une colonne de véhicules de la 2ème DB du Gal Leclerc passe rue de la Santé en provenance de la porte de Gentilly par la rue de l'Amiral-Mouchez. Elle stoppe un court instant et ma mère en profite pour me hisser sur la chenille d'un engin. Un soldat  m'applique deux bises bien senties et me repose. Inoubliable souvenir...! La colonne redémarre vers le Bd Saint-Jacques. (Un tout jeune témoin de 2 ans-et-demi...) 
En 2020, un effondrement de la voirie au niveau du no 29 cause des dommages sur le réseau de canalisations de la Compagnie parisienne de chauffage urbain, nécessitant une intervention d'urgence et le barrage de la rue de la mi-août à la fin du mois de septembre.

## Bâtiments remarquables et lieux de mémoire
- No 3 : la marquise Marie-Louise Arconati-Visconti (1840-1923) y a vécu.
- No 10 : l'hôpital Cochin, dont l'entrée principale se trouve 27, rue du Faubourg-Saint-Jacques.
- N° 15: entrée du square de Port-Royal. Jusqu'en 2011, emplacement du Bistrot Irlandais, célèbre Pub [11]
- À l’intersection avec la ruelle des Capucins était l’endroit où étaient fusillés les Gardes françaises condamnées à mort[12].
- No 29 : hospice pour personnes âgées construit entre 1836 et 1840, pour les  Dames Augustines du Sacré-Cœur-de-Marie par l'architecte Antoine Chaland car leur établissement de la rue de l'Arbalète devenait trop petit. Elles y établirent une clinique, un dispensaire pour les indigents, un pensionnat de jeunes filles et y accueillirent des dames pensionnaires. Parmi celles-ci Sophie Swetchine, Madame Villemain épouse d'Abel-François Villemain admise en 1840 et pendant quelques mois en 1846 la princesse Mathilde Bonaparte. En 1984 la clinique fut fermée ; le bloc opératoire transformé en cabinets médicaux et les étages en pré-séminaire du diocèse de Paris[13]. En 2011 ce pré-séminaire quittera les lieux pour la rue de Picpus. L'ensemble est remarquable pour sa chapelle centrale et pour son parc.

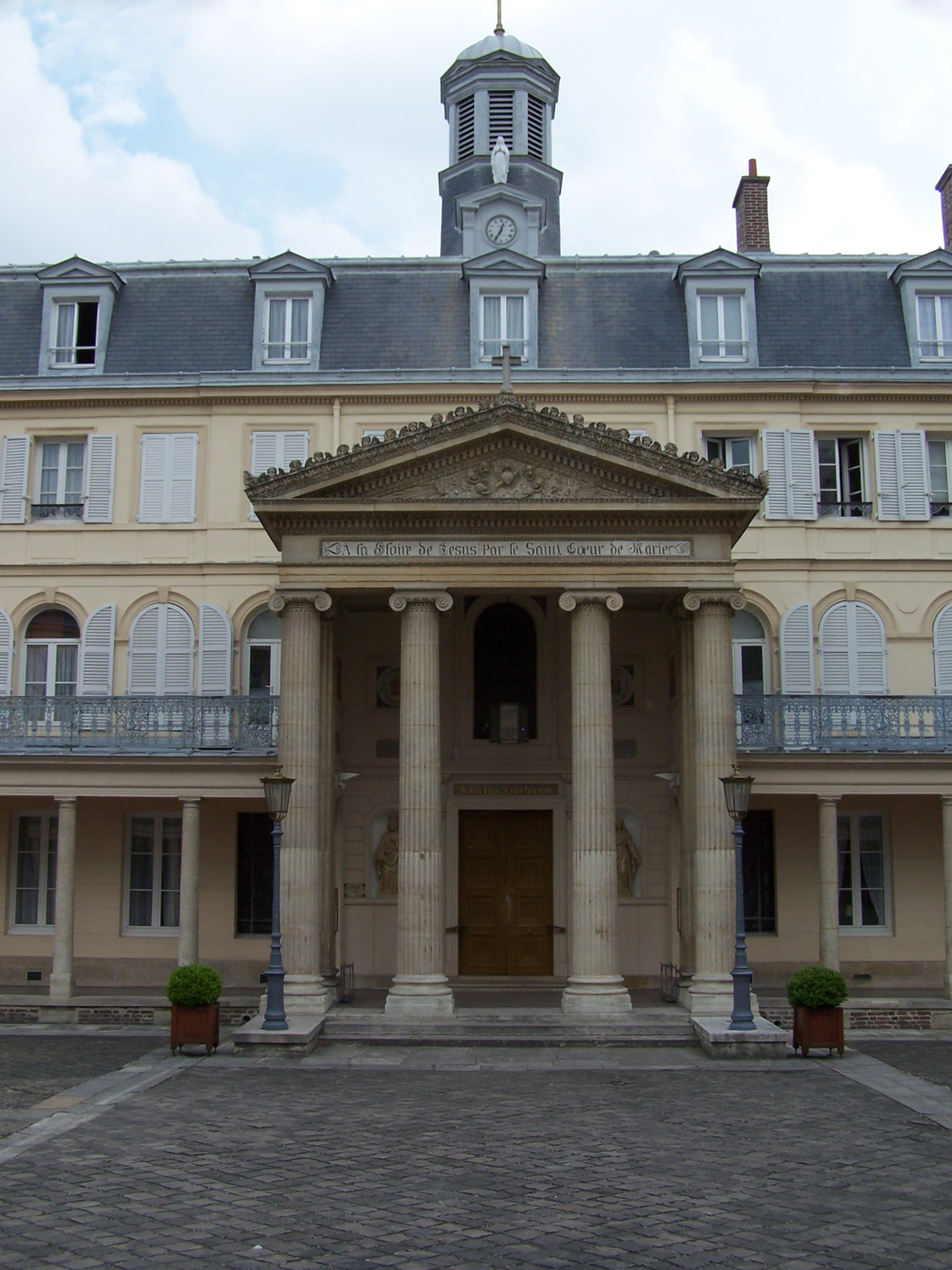
La chapelle des Dames Augustines du Sacré-Cœur-de-Marie.
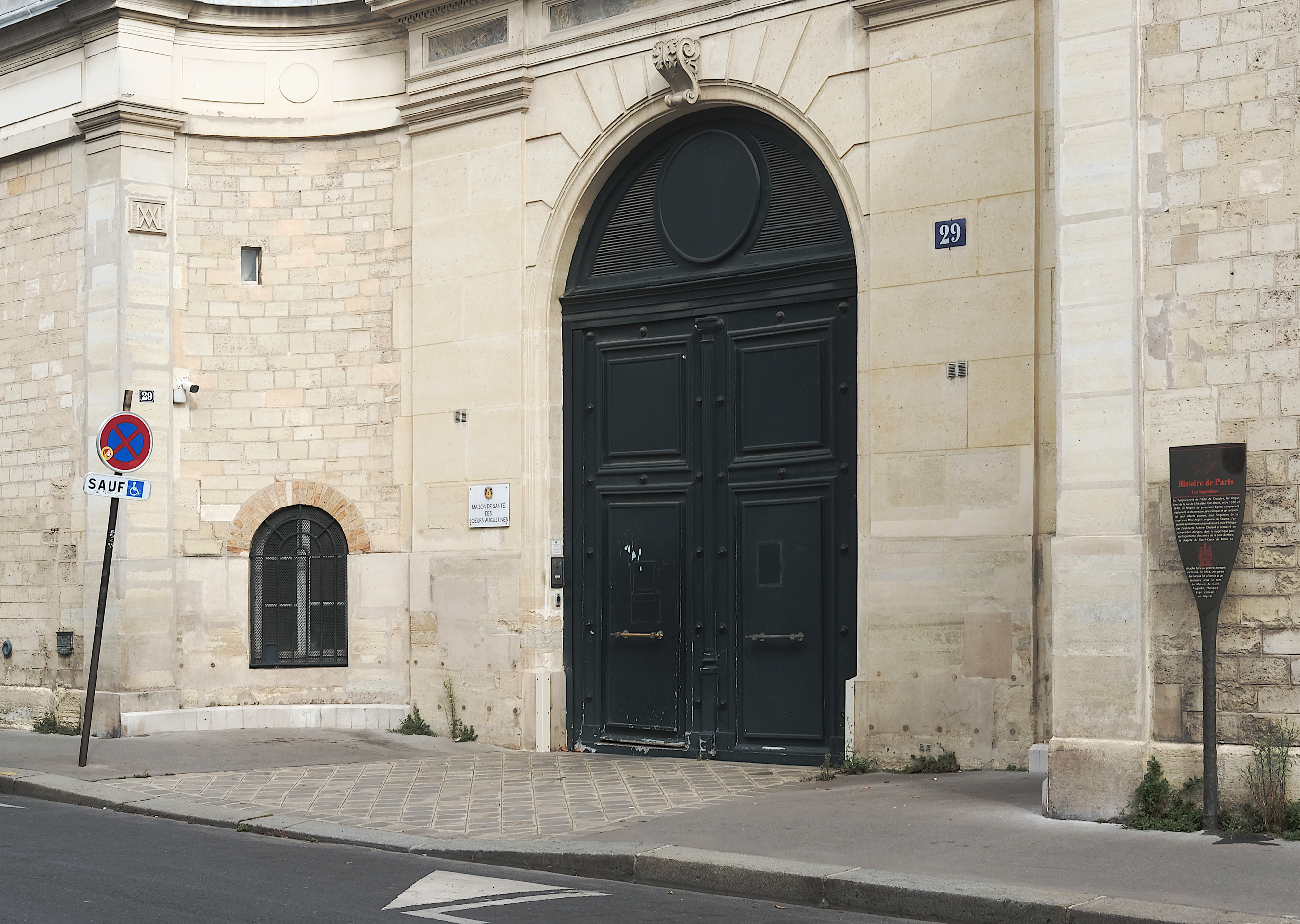
Entrée de la Maison de Santé des soeurs Augustines au no 29.

- No 32 : domicile du peintre Edward Munch (1863-1944)[14].
- No 42 : entrée principale de la prison de la Santé, construite en 1867 par l'architecte Joseph Auguste Émile Vaudremer, dernière prison intra-muros de Paris.
- No 44 : maison provinciale des marianistes.
- Nos 60, 62 et 64 : parcelles impactées en 1867 par le premier des deux affaissements de terrain qui se sont produites dans cette rue. Cet accident, dû à la présence des anciennes carrières situées à l'aplomb, cause la détérioration complète de trois maisons. L'année suivante, dans la nuit du 28 au 29 avril, les maisons portant alors les nos 77, 79 et 81 s'affaissent à leur tour[4].

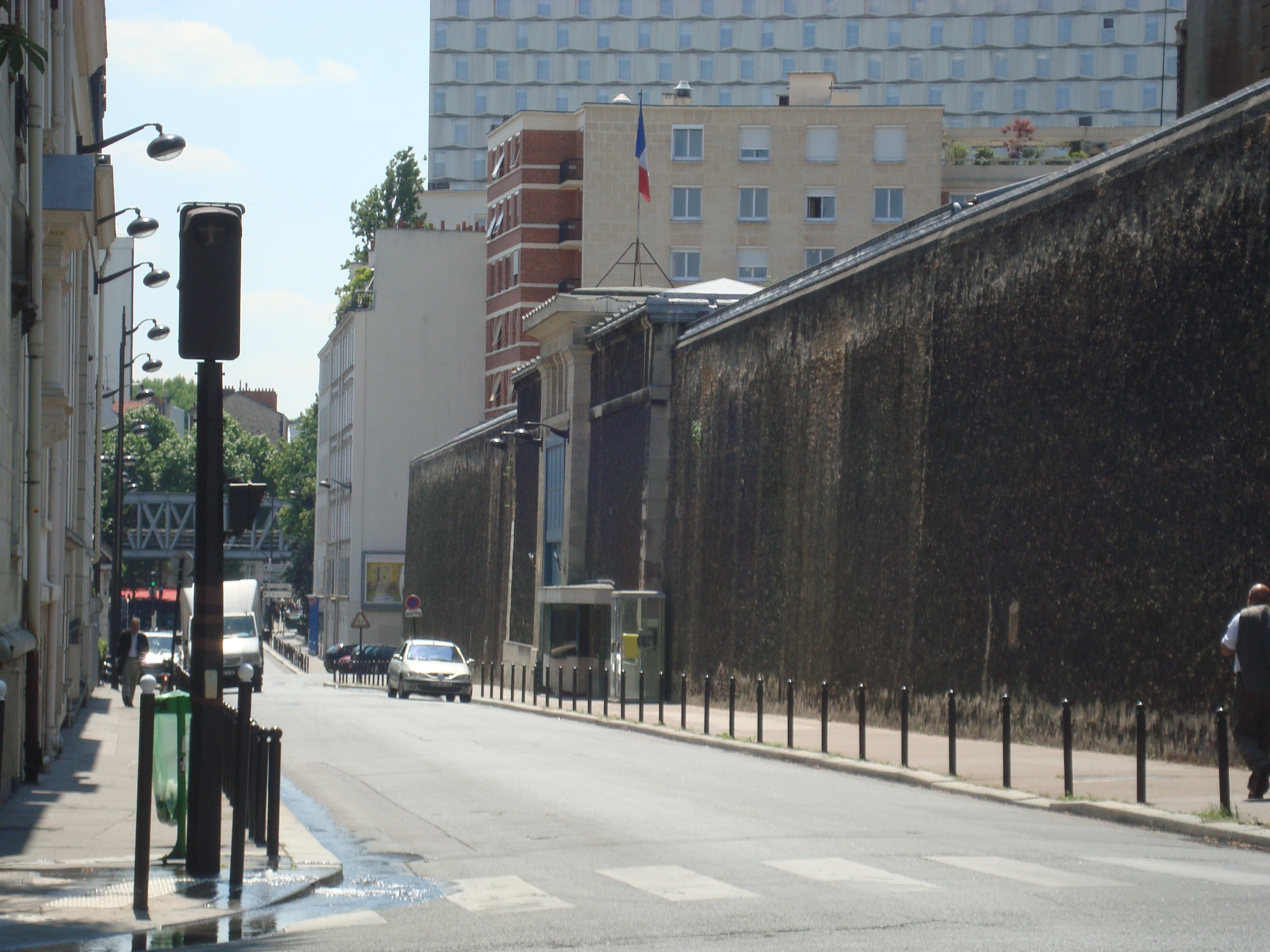
L'entrée de la prison de la Santé au no 42.
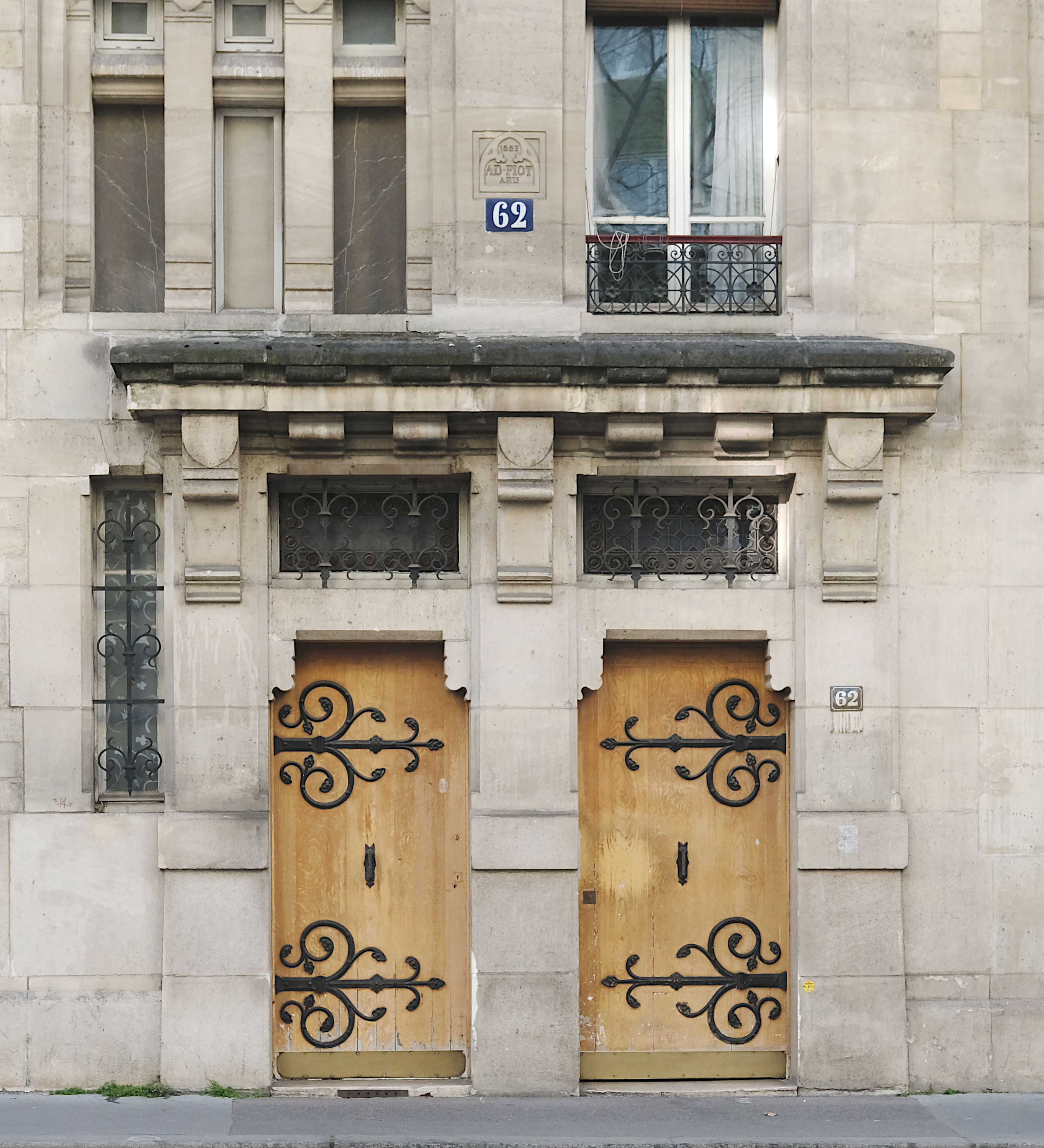
Entrée de l'immeuble, no 62.

- No 63 : groupe scolaire (école, collège, lycée) privé catholique sous contrat Notre-Dame de France, dont l'origine remonte à 1848[15].
- Nos 77, 79 et 81 : voir no 60 et historique de la rue ci-dessus.
- No 106 : l’hôpital Sainte-Anne, bien que son entrée officielle soit située rue Cabanis, possède une entrée sur la rue de la Santé. Installé à son emplacement actuel depuis 1651, il ne devint hôpital psychiatrique qu'en 1867.

• N° 125 : Ancien emplacement du Prieuré des religieuses-infirmières de Saint-Joseph, surnommées dans le quartier "les sœurs de la Sainte-Agonie", du vocable de la chapelle paroissiale desservant le quartier. Dans ce prieuré se trouvait le refuge d'aviateurs anglais durant les hostilités de 1940 à 1944. Ils y attendaient un rapatriement vers les Îles britanniques par l'Espagne ou directement en avion par la Résistance. Ce prieuré accueillait le siège parisien de service de renseignements "Jade-Amicol" très actif durant les hostilités. On dit même que l'Amiral Canaris, chef du Contre-espionnage allemand en France, y rencontra un émissaire du réseau afin de transmettre un message à Londres, message sans réponse positive de W. Churchill.

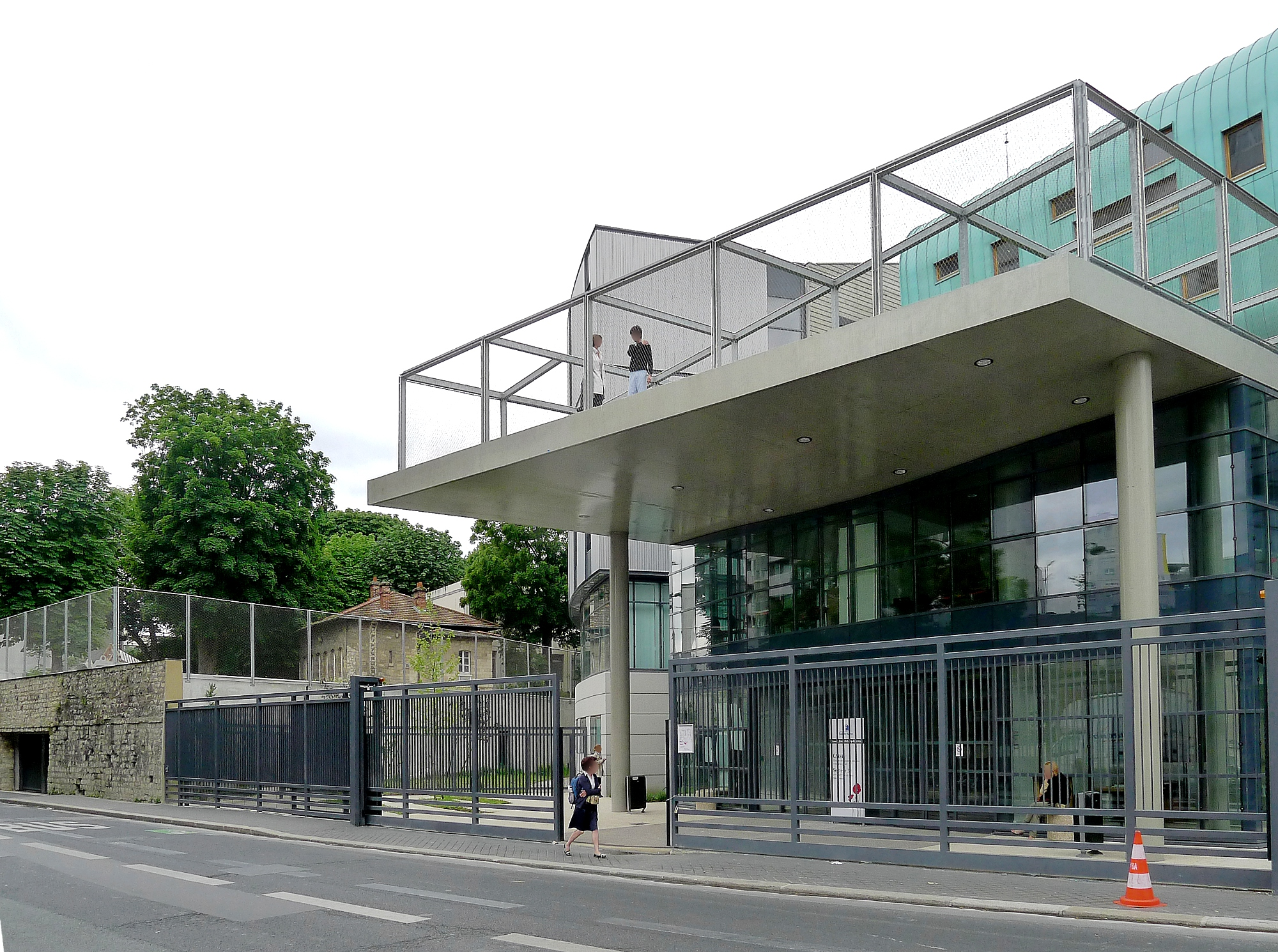
Entrée secondaire de l'hôpital Sainte-Anne au no 106.
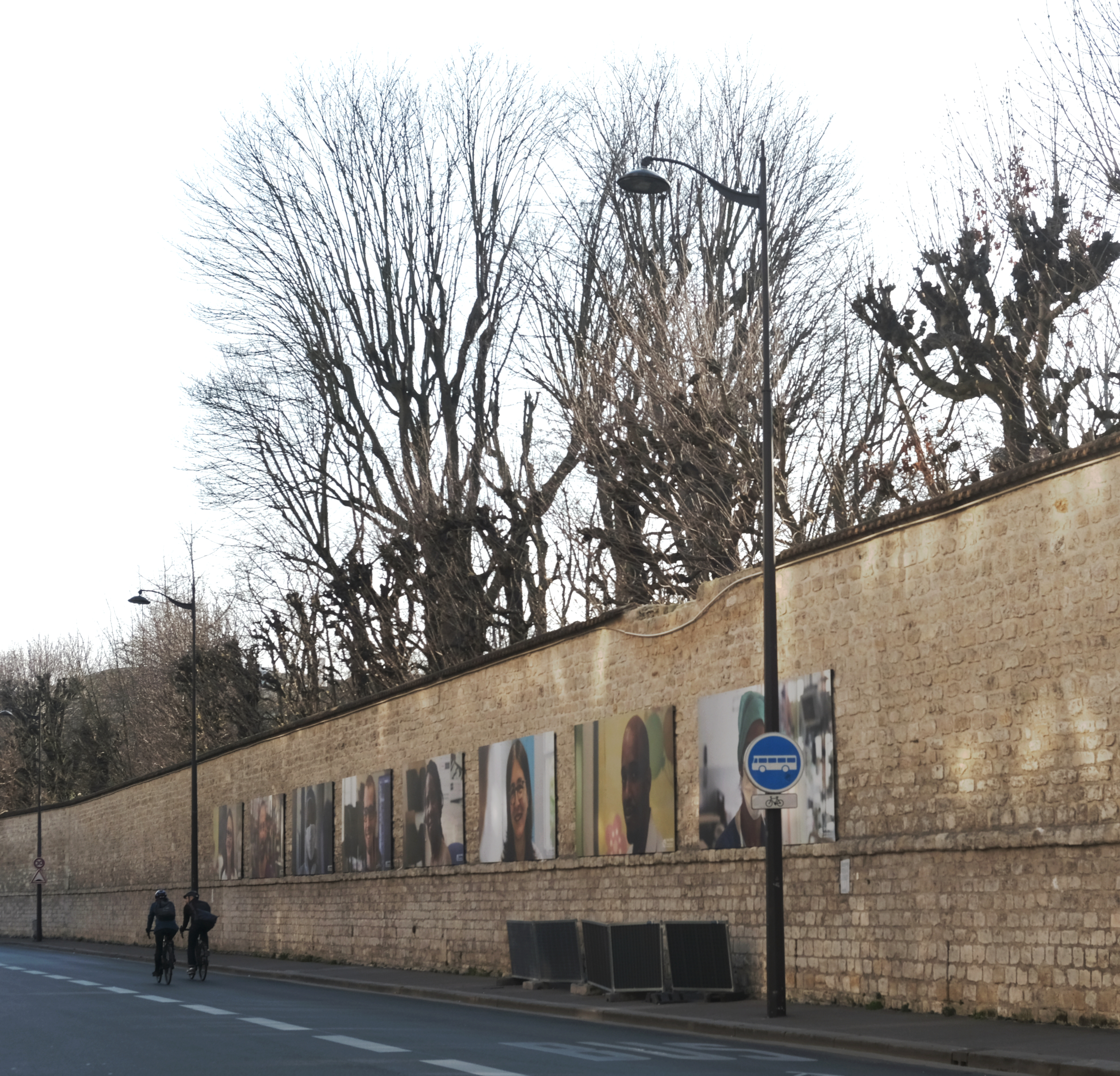
Mur d'enceinte de l'hôpital Sainte-Anne, côté rue de la Santé.

## Champignon de Paris
Le maraîcher Chambry eut l’idée, en 1814, d’exploiter les carrières désaffectées proches de son domicile, rue de la Santé. Il avait constaté que le crottin de cheval, infiltré dans un puits d’accès, avait favorisé le développement de tout un essaim de champignons de couche. Il entreprit d’en faire le commerce. L’initiative fut saluée par l’inspecteur général des carrières, Héricart de Thury. Devant le succès sur les marchés, il décida d’étendre sa champignonnière de l’hôpital Cochin au boulevard Saint-Jacques.